# 沼津警察署
沼津警察署（ぬまづけいさつしょ）は、静岡県沼津市にある、静岡県警察が管轄する警察署。

## 所在地
- 静岡県沼津市平町19-11

## 管轄区域
- 沼津市
- 駿東郡清水町

## 沿革
- 2006年4月：沼津市と旧戸田村の合併に伴い、合併前は大仁警察署管轄であった戸田駐在所が新たに管轄駐在所に加えられた。
- 2013年4月1日 ：裾野警察署の発足に伴い、裾野市と駿東郡長泉町が管轄区域から外れた。
- 2017年8月9日：内浦・西浦・江浦の駐在所を統合し、新たに内浦交番を設置した[1]。

## 組織
- 署長（警視）
- 副署長
- 警務課
- 会計課
- 地域官 - 地域課-直轄警ら隊（管区機動隊）
- 生活安全課 - 少年サポートセンター
- 刑事官 - 刑事第1課、刑事第2課
- 交通第1課
- 交通第2課
- 警備課

## 交番
- 岡宮交番（沼津市岡一色）
- 金岡交番（沼津市江原町）
- 大岡交番（沼津市大岡）
- 沼津駅前交番（沼津市大手町1丁目）
- 沼津駅北交番（沼津市高島町）
- 下香貫交番（沼津市下香貫藤井原）
- 三園町交番（沼津市三園町）
- 西間門交番（沼津市西間門3丁目）
- 本町交番（沼津市浅間町）
- 原交番（沼津市原）
- 片浜交番（沼津市松長）
- 愛鷹交番（沼津市東原）
- 清水町交番（駿東郡清水町堂庭）
- 内浦交番（沼津市内浦三津）

## 駐在所
- 大平駐在所（沼津市大平）
- 浮島駐在所（沼津市平沼）
- 戸田駐在所（沼津市戸田）
- 徳倉駐在所（駿東郡清水町徳倉）